# Cô bé thôi miên
Cô bé thôi miên (tên gốc tiếng Anh: Molly Moon and the Incredible Book of Hypnotism) là một bộ phim kỳ ảo của Anh năm 2015 do Christopher N. Rowley làm đạo diễn cùng các diễn viên như Dominic Monaghan, Lesley Manville, Emily Watson, Joan Collins và Raffey Cassidy. Bộ phim được dựa trên cuốn tiểu thuyết kỳ ảo năm 2002 Molly Moon's Incredible Book of Hypnotism của Georgia Byng.

## Nội dung
Molly Moon là một đứa trẻ mồ côi, cô sống với người bạn thân nhất của mình là Rocky trong trại mồ côi tồi tàn của nhà Hardwick. Khi cô vô tình khám phá ra một cuốn sách về thôi miên, cuộc sống của cô thay đổi đột ngột. Tuy nhiên, Nockman, một tên tội phạm cũng theo đuổi cuốn sách vì ông ta có ý định cướp ngân hàng để chứng minh cho mẹ mình rằng ông ta cũng là một tên tội phạm tài giỏi.
Molly thử các kỹ năng mới cô học được. Ban đầu cô thử nghiệm trên cún cưng Petula, sau đó là thử thôi miên bà đầu bếp khó tính Edna, và cuối cùng là người quản lý nhà, bà Adderstone. Tuy nhiên, thủ thuật này khiến cô mất nhiều thời gian hơn và đồng nghĩa với việc cô sẽ bỏ lỡ buổi trình diễn tài năng mà cô đã lên lịch để biểu diễn với Rocky. Điều này khiến cậu tức giận đến mức cậu đã nhận làm con nuôi của vợ chồng Alabaster. Rocky đến London với gia đình mới.
Tuyệt vọng, Molly sử dụng thuật thôi miên để vào khách sạn 4 sao ở London. Ngoài việc tìm được người bạn thân nhất của mình, cô còn vượt mặt ngôi sao nhí  kiêu ngạo Davina Nuttel và dành quyền tiếp quản chương trình. Tuy nhiên Molly không được đào tạo tài năng nào về ca hát và nhảy múa, cô có ý định thôi miên hàng loạt. Đây là cách cô điều khiển buổi phát sóng đầu tiên một cách xuất sắc chương trình mà mình lên sóng. Nhưng sau màn trình diễn, cô đã nhận ra rằng toàn bộ sự việc mình gây ra là một sai lầm. Cô thuyết phục đạo diễn của mình trả lại mọi thứ cho Davina, khi Davina đã bị thay đổi vai trò khác.
Gặp lại Rocky, khi đó gia đình nhận nuôi muốn gửi anh đến trường nội trú, cô quyết định trở lại trại trẻ mồ côi. Nhưng Nockman bắt cóc Petula và buộc Molly làm theo lời. Họ cướp của những bọn trộm từ một ngân hàng trang sức. Nhưng đằng sau hai tên cướp lại là kế hoạch của Tracey, mẹ của Nockman, người cũng cần Molly để dùng thuật thôi miên cho mục đích xấu. Nockman và Molly bị nhốt trong khi Tracey và đồng phạm của bà phải giao nhận lại trang sức. Cuối cùng sau lời khuyên từ Rocky, Molly điều khiển thuật thôi miên của mình để khóa hai tên tội phạm trong xe vận chuyển.
Nockman, giờ trở thành bạn thân của hai đứa trẻ. Mẹ của ông ta bị giao cho cảnh sát nhờ thuật thôi miên. Trở lại trại trẻ mồ côi, cuối cùng cô y tá tốt bụng đã tiếp quản họ. Thủ thư của nhà trẻ tiết lộ với Molly rằng cô sẽ chịu trách nhiệm trả cuốn sách về đúng tay của khổ chủ.

## Diễn viên
- Raffey Cassidy vai Molly Moon
- Dominic Monaghan vai Nockman
- Lesley Manville vai Adderstone
- Emily Watson vai Trinklebury
- Celia Imrie vai bà đầu bếp Edna
- Anne-Marie Duff vai thủ thư Lucy Logan
- Ben Miller vai Mr Alabaster
- Sadie Frost vai bà Alabaster
- Omid Djalili vai Barry Rix
- Gary Kemp vai Cregg
- Tom Wisdom vai Charlie Cooper
- Fern Deacon vai Hazel
- Jadon Carnelly-Morris vai Rocky
- Tallulah Evans vai Davina Nuttel
- Joan Collins vai Mẹ của Nockman Tracey

## Tiếp nhận

### Doanh thu phòng vé
Bộ phim thu về tổng cộng 41.158 đô la trên toàn thế giới. Bản phát hành lại năm 2016 tại Vương quốc Anh có thu về thêm 1,018 đô la.

### Đánh giá quan trọng
Bộ phim có đánh giá phê duyệt đạt 29% trên trang Rotten Tomatoes dựa trên đánh giá từ 14 nhà phê bình, với điểm đánh giá trung bình là 4,9 trên 10. Trên Metacritic, bộ phim có điểm tổng trung bình là 30 trên 100, dựa trên 4 bài phê bình, cho thấy "các bài đánh giá nhìn chung không thuận lợi". Người đánh giá bộ phim cho tạp chí Variety, Scott Tobias coi đây là "một bộ phim có những đứa trẻ lạnh lùng với khả năng triệu tập sức mạnh dễ bị đoán trước, nhưng lại thiếu tính mê hoặc người xem." Frank Scheck của tờ The Hollywood Reporter gọi đây là "một bộ phim dường như có ít sức hấp dẫn ngoài đối tượng mục tiêu là các cô gái trẻ." Dave Aldridge của Radio Times đã cho bộ phim ba sao trong số năm sao và viết, "Nhân vật Molly Moon rất dễ bị chỉ trích nhưng cũng khó bị ghét. Cô ấy hồn nhiên, nhưng cũng đại diện cho sự thỏa mãn tưởng tượng về một lý tưởng của các cô gái trước tuổi teen." Trong khi khen ngợi dàn diễn viên của bộ phim, Leslie Felperin của tờ The Guardian đã mô tả bộ phim chuyển thể là "một mớ hỗn độn thô sơ - cứng nhắc và kém chất lượng giống như một món đồ dùng một lần trong dịp Giáng sinh" và để bộ phim này hai trong số năm sao. Yip Wai Yee của The Straits Times đã để hai trong số năm sao, cho rằng nhân vật của Molly là không thể yêu thích và cách tiếp cận kể chuyện của bộ phim  "đi quá xa và gây tranh cãi". Sandie Angulo Chen của Common Sense Media cũng trao cho phim hai trong số năm sao.